# Mobilisation des ressources
La mobilisation des ressources est le processus permettant d'obtenir des ressources auprès des acteurs qui les possèdent via différents mécanismes, pour mettre en œuvre les objectifs d'une organisation. Il s’agit d’une théorie utilisée dans l’étude des mouvements sociaux et qui affirme que le succès des mouvements sociaux dépend des ressources (temps, argent, compétences, etc.) disponibles et de la capacité à les utiliser.
L'enjeu est d’acquérir les ressources nécessaires de manière rapide et efficace. La mobilisation des ressources vise à disposer du bon type de ressource au bon moment et au bon prix en faisant un bon usage des ressources acquises, garantissant ainsi une utilisation optimale de celles-ci.
La théorie de la mobilisation des ressources est une théorie sociologique majeure dans l’étude des mouvements sociaux, qui a émergé dans les années 1970. Elle met l’accent sur la capacité des membres d’un mouvement à acquérir des ressources et à mobiliser les gens pour atteindre les objectifs du mouvement. Contrairement à certaines théories du comportement collectif, qui considère les mouvements sociaux comme déviants et irrationnels, l'approche par la mobilisation des ressources les considère comme des institutions sociales rationnelles créées et peuplées par des acteurs sociaux dans le but de mener une action politique.

## Théorie
Selon la théorie de la mobilisation des ressources, un mouvement social est soutenu par un groupe central de professionnels au sein d’une organisation de mouvement social qui s’efforce d’apporter de l’argent, des partisans, l’attention des médias, des alliances avec ceux qui sont au pouvoir et d’affiner la structure organisationnelle. La théorie s’articule autour de l'idée que les messages en faveur du changement social se transmettent d’une personne à l’autre et d’un groupe à l’autre. Les conditions nécessaires à la réussite d'un mouvement social sont la présence de préoccupations partagées par de multiples individus et organisations, et la présence d'idéologies sur les causes sociales des problèmes et sur la manière de régler ces problèmes.
La théorie suppose que les individus sont rationnels : ils pèsent les coûts et les avantages de la participation au mouvement et n’agissent que si les avantages l’emportent sur les coûts. Lorsque les objectifs de mouvement prennent la forme de biens publics, le dilemme du passager clandestin doit être pris en considération.
Les mouvements sociaux sont orientés vers des objectifs, mais l’organisation est plus importante que les ressources. L’organisation désigne les interactions et les relations entre les organisations de mouvements sociaux (OMS) et d’autres organisations (autres OMS, entreprises, gouvernements, etc.). L’efficacité de l’infrastructure de l’organisation est une ressource clé en soi.
La théorie de la mobilisation des ressources peut être divisée en deux camps : John D. McCarthy et Mayer Zald sont les initiateurs et les principaux défenseurs de la version entrepreneuriale (économique) classique de la théorie, et Charles Tilly et Doug McAdam sont les partisans de la version politique de la mobilisation des ressources appelée théorie du processus politique.
Le modèle entrepreneurial explique l’action collective par des facteurs économiques et la théorie des organisations. Il soutient que les préoccupations communes ne suffisent pas à expliquer la création de mouvements sociaux. En revanche, l’accès aux ressources et leur contrôle constituent le facteur crucial. Les lois de l'offre et de la demande expliquent le flux de ressources vers et depuis les mouvements sociaux, et les actions individuelles ou leur absence sont expliquées par la théorie du choix rationnel.
Le modèle politique met l’accent sur la lutte politique plutôt que sur les facteurs économiques.
Dans les années 1980, d’autres théories des mouvements sociaux, telles que le constructionnisme social et la nouvelle théorie des mouvements sociaux, ont remis en question le cadre de mobilisation des ressources.

## Types de ressources
Edwards et McCarthy ont identifié cinq types de ressources pouvant être utilisées par des organisations de mouvements sociaux :
- Morales : le soutien solidaire, la légitimité et le soutien sympathisant, peuvent être facilement retirées, ce qui les rend moins accessibles que d’autres ressources.
- Culturelles : connaissances qui sont largement connues mais pas universellement connues. Cela inclut la manière d’accomplir des tâches spécifiques comme organiser une manifestation, tenir une conférence de presse, diriger une réunion, former une organisation, lancer un festival ou surfer sur le Web.
- Socio-organisationnelles : ressources servent à diffuser le message du mouvement. Il s’agit notamment de l’organisation sociale intentionnelle, créée spécifiquement pour diffuser le message du mouvement, et de l’organisation sociale appropriable, originellement créée pour des raisons autres que le changement social. Par exemple, la distribution de dépliants, la tenue de réunions communautaires et le recrutement de bénévoles.
- Matérielles : comprend le capital financier et physique, comme les espaces de bureau, l’argent, l’équipement et les fournitures.
- Humaines : ressources telles que la main-d’œuvre, l’expérience, les compétences et l’expertise dans un domaine donné. Plus tangible que certains autres (moraux, culturels et socio-organisationnels) et plus facile à quantifier.

## Critique
Les critiques soulignent que la théorie de la mobilisation des ressources ne parvient pas à expliquer les communautés de mouvements sociaux, qui sont de vastes réseaux d’individus et d’autres groupes entourant les organisations de mouvements sociaux et leur fournissant divers services. Les critiques soutiennent également que cette théorie ne parvient pas à expliquer comment des groupes disposant de ressources limitées peuvent réussir à apporter un changement social et qu'elle n'accorde pas suffisamment d'importance aux préoccupations communes, à l'identité et à la culture ainsi qu'à de nombreuses questions macrosociologiques.

## Exemples

### Mouvement des droits civiques
Aldon Morris affirme que la théorie de la mobilisation des ressources est une explication possible de la montée en puissance du mouvement des droits civiques aux États-Unis. La montée du mouvement n'est pas due au sentiment de frustration des Noirs américains qui a conduit à une rébellion. C'est plutôt la mobilisation et l'organisation des dirigeants qui ont déclenché le mouvement. Parmi les leaders qu'Aldon Morris a étudiés figurent Rosa Parks et Martin Luther King Jr., qui, combinés aux efforts de la NAACP, de la SCLC, du SNCC, du CORE et des petites entreprises, des syndicats, des organisations étudiantes et des communautés religieuses, ont conduit au mouvement des droits civiques. Les organisations ont mobilisé de vastes ressources collectivement, plutôt qu'individuellement, ce qui a conduit à une mobilisation massive de personnes luttant pour le même objectif. Les recherches menées par Aldon Morris démontrent que les mouvements sociaux dépendent de la capacité à donner du pouvoir aux personnes les moins puissantes : « le mouvement des droits civiques a réussi, contre toute attente et contre la tradition historique, à faire pression pour réformer les répertoires culturels, les pratiques et les lois oppressives et clairement racistes qui avaient privé les Afro-Américains de leurs droits civiques fondamentaux. » 

### Printemps arabe
Le Printemps arabe en est un autre exemple. Né en Tunisie en décembre 2010, le mouvement de contestation s'est propagé en Égypte, en Syrie et au Yémen. Les chercheurs qui étudient la mobilisation des ressources à travers la révolution égyptienne de 2011 ont constaté une dépendance aux médias sociaux pour diffuser des messages d'appel à la mobilisation sociale tandis que les gouvernements s'efforçaient de censurer les médias et de couper ces pays du reste du monde en coupant Internet. Les militants de ces pays communiquaient entre eux via des plateformes de médias sociaux comme Twitter pour coordonner les manifestations, se tenir mutuellement au courant et diffuser les messages de changement social. Les chercheurs ont noté que la révolution égyptienne à utilisatié les médias sociaux pour diffuser rapidement des messages de changement social et pour mobiliser de larges groupes de personnes. Un autre groupe de chercheurs étudiant les mouvements sociaux en Tunisie pendant le Printemps arabe a découvert que le cyberactivisme était né des griefs contre les restrictions gouvernementales croissantes sur l'utilisation d'Internet pour des raisons politiques, associées au manque d'opportunités socio-économiques.

## Lien avec d’autres théories
La théorie de la mobilisation des ressources a été étudiée conjointement avec d’autres théories, telles que la théorie du cadrage. Des preuves ont été trouvées d’une relation changeante entre les processus de cadrage et les mouvements sociaux. Cette relation a conduit à l’identification de deux cadres utilisés dans les récits diffusés par les mouvements sociaux : le diagnostic, qui implique l’identification de causes ou de blâmes pour la situation, et le pronostic, qui établit un plan d’attaque sur la manière de créer un changement social.